# Bulgarian International 1985
Die Bulgarian International 1985 im Badminton fand vom 12. bis zum 15. Dezember 1985 in Pasardschik statt.

## Finalergebnisse
| Disziplin    | Sieger                        | Finalist                    | Ergebnis         |
| ------------ | ----------------------------- | --------------------------- | ---------------- |
| Herreneinzel | Heinz Fischer                 | Jeliazko Valkov             | 2:0              |
| Dameneinzel  | Monika Cassens                | Egisarian                   | 6-11, 11-4, 11-5 |
| Herrendoppel | Heinz Fischer Jeliazko Valkov | Hansen Wallis               | 2:1              |
| Damendoppel  | Monika Cassens Kerstin Bohn   | Márta Dovalovszki Éva Varga | 18-14, 15-11     |
| Mixed        | Thomas Mundt Monika Cassens   | Hansen Olsen                | 15-11, 15-9      |